# Onga vasútállomás
Onga vasútállomás egy vasútállomás a Borsod-Abaúj-Zemplén vármegyei Onga településen, a MÁV üzemeltetésében. A mai településnek tulajdonképpen a középső részén helyezkedik el, a történelmi településközpont (Ófalu) nyugati részén, nem messze a 3605-ös és a 3701-es utak szétágazásától.

## Vasútvonalak
Az állomást az alábbi vasútvonalak érintik:
- Felsőzsolca–Hidasnémeti-vasútvonal

## Kapcsolódó állomások
A vasútállomáshoz az alábbi állomások vannak a legközelebb:
- Felsőzsolca vasútállomás (Miskolc-Tiszai vasútállomás, Felsőzsolca–Hidasnémeti-vasútvonal)
- Szikszó-Vásártér megállóhely (Hidasnémeti vasútállomás, Felsőzsolca–Hidasnémeti-vasútvonal)

## Forgalom
| Járat        | Útvonal | Gyakoriság |
| ------------ | --- | ---------- |
| személyvonat | Miskolc-Tiszai – Felsőzsolca – Onga – Szikszó-Vásártér – Szikszó – Aszaló – Halmaj – Csobád – Ináncs – Forró-Encs – Méra – Novajidrány – Hernádszurdok – Hidasnémeti | 2 óránként |